# Motanasela
Motanasela ist ein Ort im Distrikt Berea im Königreich Lesotho. Das Community Council wurde erst 2005 für die ersten Kommunalwahlen gegründet. Im Jahre 2006 hatte der Bezirk eine Bevölkerung von 19.817 Einwohnern.

## Lage
Der Ort liegt im Nordwesten des Landes. 
Zum Council gehören die Orte:
| - Bothoba-Pelo - Furumela - Ha ’Methe - Ha ’Moso - Ha ’Neko - Ha Hoohlo - Ha Keoamang - Ha Khoale - Ha Koali - Ha Kokolia - Ha Kome - Ha Lephoi - Ha Lerata - Ha Lerotholi - Ha Letele - Ha Libe - Ha Lillane - Ha Litsebe - Ha Maetsela - Ha Makoaela - Ha Mantheki - Ha Masheane - Ha Mateka - Ha Matlere | - Ha Mautsoe - Ha Moeketsi - Ha Mofota - Ha Mohlakolane - Ha Mokonyana - Ha Molahli - Ha Molangoanyane - Ha Moroke - Ha Morui - Ha Moruthoane - Ha Mosili - Ha Mosiuoa - Ha Mothebesoane - Ha Motšeare - Ha Mpoba - Ha Notši - Ha Ntsane - Ha Pateriki - Ha Peete - Ha Poqa - Ha Rakabaele - Ha Rakheleli - Ha Rakoto - Ha Ramatlama | - Ha Ramonyaloe - Ha Ramothamo - Ha Ramothupi (Pitsaneng) - Ha Rankatlo - Ha Samosamo - Ha Sebe - Ha Sebekele - Ha Sekhonyana - Ha Selomo - Ha Setulo - Ha Telukhunoana - Ha Tsoaleli - Hloahloeng - Katlehong (Ha Mokonyana) - Kotisephola - Machoaboleng - Makaung - Matebeleng - Mokhukhung (Pitsaneng) - Moreneng (Pitsaneng) - Mosikoto (Pitsaneng) - Sefateng - Soaing - Thota-Peli |